# بورنهولت
بورنهولت (به آلمانی: Bornholt) یک شهر در آلمان است که در Mittelholstein واقع شده‌است. بورنهولت ۲۰۹ نفر جمعیت دارد.